# Organizzazione del Regio Esercito durante la prima guerra mondiale
L'organizzazione del Regio Esercito durante la prima guerra mondiale conobbe durante la grande guerra vicende di grande complessità, legate alla necessità in primo luogo di aumentare rapidamente il numero dei combattenti in corrispondenza della dichiarazione di guerra all'Impero austro-ungarico e all'Impero tedesco; e in secondo luogo a quella di rimpiazzare o integrare reparti che avevano subito perdite rilevanti. 

## Sinossi generale
Per la fanteria, l'elemento di maggiore visibilità in questo senso fu la costituzione, in aggiunta alle brigate che costituivano il cosiddetto Esercito Permanente (reggimenti da 1° a 98°), di cosiddette Brigate di Milizia Mobile (reggimenti da 99° a 164°). Le prime erano costituite da ufficiali e sottufficiali in servizio permanente effettivo, più i militari di truppa che in quel momento stavano svolgendo il servizio di leva. Le seconde furono invece costituite da ufficiali provenienti da brigate dell'Esercito Permanente, i quali ricevevano il compito di inquadrare personale già in congedo fino ad un massimo di tre anni, e richiamato per l'occasione. Con l'evolvere degli eventi, furono infine reclutate le brigate di Milizia Territoriale (reggimenti da 201° a 282°), costituite dalle classi più anziane di richiamati. Oltre a subire forti variazioni numeriche, i vari reparti subirono altresì frequenti movimenti organizzativi in risposta alle necessità belliche. Nel caso delle Brigate, unità base della fanteria, succedeva infatti frequentemente che l'apertura di un nuovo fronte, la necessità di rafforzare le difese in un determinato punto, o di concentrare le truppe in vista di un attacco, ne determinassero l'assegnazione ad una Divisione diversa da quella originaria. 
Seguire le vicende di ogni singola unità è un compito di grande difficoltà, e le tavole di seguito riportate si propongono di essere uno strumento atto a tale scopo. Viene in primo luogo fornita una pianta organica e diacronica delle grandi unità (armate, corpi d'armata e divisioni) che costituivano il Regio Esercito. I diversi reparti di ordine inferiore vengono poi suddivisi in primo luogo per arma o specialità (cavalleria, bersaglieri, alpini, arditi, fanteria) e quindi per unità di base (reggimento o brigata). Di ciascuna unità di base vengono esposte le mostrine identificative, l'organizzazione, le varie assegnazioni ad unità superiori (in ordine cronologico), e cenni sintetici su costituzione e distretti di reclutamento. Gli schemi tengono conto delle assegnazioni temporalmente rilevanti, così come riportate sui riassunti ufficiali delle vicende belliche. Come tale, non tengono conto delle assegnazioni temporanee, della durata di pochi giorni o di poche ore, che erano comuni in occasione di un'azione di rinforzo offensivo o difensivo di un certo tratto di fronte.

## Comando Supremo
| Organi costitutivi                               | 1915 | 1916 | 1917 | 1918 | Note |
| ------------------------------------------------ | ---- | ---- | ---- | ---- | ---- |
| Ufficio del Capo di Stato Maggiore dell'Esercito |      |      |      |      |      |
| Riparto Operazioni                               |      |      |      |      |      |
| Quartier generale                                |      |      |      |      |      |
| Reparti aggregati                                |      |      |      |      |      |

## Grandi Unità
| Armata          | Zona di operazioni | Corpi d'Armata Assegnati            | Corpi d'Armata Assegnati | Corpi d'Armata Assegnati | Corpi d'Armata Assegnati | Note                         |
| Armata          | Zona di operazioni | 1915                                | 1916                     | 1917                     | 1918                     | Note                         |
| --------------- | --- | ----------------------------------- | ------------------------ | ------------------------ | ------------------------ | ---------------------------- |
| Comando Supremo | | VIII, X, XIII, XIV, Truppe Autonome |                          |                          |                          |                              |
| 1ª              | Trentino, da Passo dello Stelvio a Passo Rolle | III, V                              |                          |                          |                          |                              |
| 2ª              | Alpi Giulie, Carso | II, IV                              |                          |                          |                          |                              |
| 3ª              | Carso e Trieste (1915-16) Trentino (in parte, 1916); Carso, Gorizia, Trieste (1916) Altopiano della Bainsizza, Linea del Piave (1917) Linea del Piave, Vittorio Veneto (1918) | VI, VII, XI                         |                          |                          |                          |                              |
| 4ª              | Croda Grande - Cadore - Carnia occidentale | I, IX, ZAC XII                      |                          |                          |                          |                              |
| 5ª              | | =                                   |                          |                          |                          | Costituita il 25 maggio 1916 |

| Corpo d'Armata  | Divisioni Assegnate | Divisioni Assegnate | Divisioni Assegnate | Divisioni Assegnate                           | Note |
| Corpo d'Armata  | 1915 | 1916                | 1917                | 1918                                          | Note |
| --------------- | --- | ------------------- | ------------------- | --------------------------------------------- | ---- |
| I               | |                     |                     |                                               |      |
| II              | |                     |                     | 3ª, 8ª Fanteria Brigata Alpi, Brigata Brescia |      |
| III             | 5ª, 6ª, 35ª Fanteria 7º Reggimento bersaglieri III Battaglione Guardia di Finanza 27º Reggimento Cavalleggeri "Aquila" 5º Reggimento alpini 6°, 16°, 27° 42º Rgt. Artiglieria |                     |                     |                                               |      |
| IV              | |                     |                     |                                               |      |
| V               | 9ª, 15ª, 34ª Fanteria 2º Reggimento bersaglieri 4º Reggimento bersaglieri 8º Reggimento bersaglieri 22º Reggimento Cavalleggeri "Catania" (2º Squadrone) 5º, 19º, 29º Rgt. Artiglieria 41º Rgt. artiglieria (mortai da montagna) 42º Rgt. artiglieria (mortai da montagna) 48º Rgt. artiglieria (mortai da montagna) VI Battaglione Guardia di Finanza |                     |                     |                                               |      |
| VI              | |                     |                     |                                               |      |
| VII             | |                     |                     |                                               |      |
| VIII            | 16ª, 29ª Fanteria 23º Rgt. Cavalleria 32º, 37º, 7º Rgt. Artiglieria |                     |                     |                                               |      |
| IX              | 17ª, 18ª Fanteria 3º Rgt. Bersaglieri 9º Rgt. "Lancieri di Firenze" 1º Rgt. artiglieria da campagna 5ª compagnia genio telegrafisti |                     |                     |                                               |      |
| X               | 19ª, 20ª Fanteria 24º, 34º Rgt. Artiglieria |                     |                     |                                               |      |
| XI              | |                     |                     |                                               |      |
| ZAC XII         | |                     |                     |                                               |      |
| XIII            | 25ª, 30ª, 31ª Fanteria 49º, 50º, 51º Bersaglieri 25º, 39º, 43º, 44º, 46º Rgt. Artiglieria |                     |                     |                                               |      |
| XIV             | 26ª, 27ª, 28ª Fanteria 56º Bersaglieri 38º, 45º, 47º, 49º Artiglieria |                     |                     |                                               |      |
| Truppe Autonome | 3ª, 4º Cavalleria Brigata Padova, Brigata Trapani Artiglieria Ha° |                     |                     |                                               |      |

## Cavalleria
| Reggimento | Reggimento                             | Assegnazione                              | Note |
| ---------- | -------------------------------------- | ----------------------------------------- | ---- |
|            | Nizza Cavalleria (1°)                  | VII Brigata - 4ª Divisione di Cavalleria  |      |
|            | Piemonte Reale Cavalleria (2°)         | XIII Corpo d'Armata                       |      |
|            | Savoia Cavalleria (3°)                 | VI Brigata - 3ª Divisione di Cavalleria   |      |
|            | Genova Cavalleria (4°)                 | II Brigata - 1ª Divisione di Cavalleria   |      |
|            | Lancieri di Novara (5°)                | II Brigata - 1ª Divisione di Cavalleria   |      |
|            | Lancieri di Aosta (6°)                 | IV Brigata - 2ª Divisione di Cavalleria   |      |
|            | Lancieri di Milano (7°)                | III Brigata - 2ª Divisione di Cavalleria  |      |
|            | Lancieri di Montebello (8°)            | VI Brigata - 3ª Divisione di Cavalleria   |      |
|            | Lancieri di Firenze (9°)               | IX Corpo d'Armata                         |      |
|            | Lancieri di Vittorio Emanuele II (10°) | III Brigata - 2ª Divisione di Cavalleria  |      |
|            | Cavalleggeri di Foggia (11°)           |                                           |      |
|            | Cavalleggeri di Saluzzo (12°)          | V Brigata - 3ª Divisione di Cavalleria    |      |
|            | Cavalleggeri di Monferrato (13°)       | I Brigata - 1ª Divisione di Cavalleria    |      |
|            | Cavalleggeri di Alessandria (14°)      |                                           |      |
|            | Cavalleggeri di Lodi (15°)             | Colonna di Cavalleria - Albania           |      |
|            | Cavalleggeri di Lucca (16°)            |                                           |      |
|            | Cavalleggeri di Caserta (17°)          |                                           |      |
|            | Cavalleggeri di Piacenza (18°)         |                                           |      |
|            | Cavalleggeri Guide (19°)               | VIII Brigata - 4ª Divisione di Cavalleria |      |
|            | Cavalleggeri di Roma (20°)             | I Brigata - 1ª Divisione di Cavalleria    |      |
|            | Cavalleggeri di Padova (21°)           | I Corpo d'Armata                          |      |
|            | Cavalleggeri di Catania (22°)          | V Corpo d'Armata                          |      |
|            | Cavalleggeri di Umberto I (23°)        | VIII Corpo d'Armata                       |      |
|            | Cavalleggeri di Vicenza (24°)          | V Brigata - 3ª Divisione di Cavalleria    |      |
|            | Lancieri di Mantova (25°)              | IV Brigata - 2ª Divisione di Cavalleria   |      |
|            | Lancieri di Vercelli (26°)             | VII Brigata - 4ª Divisione di Cavalleria  |      |
|            | Cavalleggeri di Aquila (27°)           | III Corpo d'Armata                        |      |
|            | Cavalleggeri di Treviso (28°)          | VIII Brigata - 4ª Divisione di Cavalleria |      |
|            | Cavalleggeri di Udine (29°)            |                                           |      |
|            | Cavalleggeri di Palermo (30°)          |                                           |      |
|            | 19º Squadrone Sardo - Nuova Formazione | Colonna di Cavalleria - Albania           |      |

## Bersaglieri
| Brigata | Brigata | Reggimenti                          | Assegnata alle seguenti Divisioni | Assegnata alle seguenti Divisioni | Assegnata alle seguenti Divisioni | Assegnata alle seguenti Divisioni | Note   |
|         |         | Reggimenti                          | 1915                              | 1916                              | 1917                              | 1918                              | Note   |
| ------- | ------- | ----------------------------------- | --------------------------------- | --------------------------------- | --------------------------------- | --------------------------------- | ------ |
|         | I       | 6° e 12° Bersaglieri                | R                                 | R                                 | 49ª                               | 47ª                               |        |
|         | II      | 9° (poi 7°) e 11° Bersaglieri       | R                                 | R                                 | =                                 | =                                 |        |
|         | III     | 17° e 18° Bersaglieri               | =                                 | =                                 | =                                 | =                                 | [ 10 ] |
|         | IV      | 14° e 20° Bersaglieri               | =                                 | =                                 | 20ª 47ª                           | 47ª                               | [ 10 ] |
|         | V       | 4° e 21° Bersaglieri (poi 5° e 19°) | =                                 | =                                 | 49ª                               | =                                 | [ 17 ] |
|         | VI      | 8° e 13° Bersaglieri                | =                                 | =                                 | =                                 | 23ª                               | [ 20 ] |
|         | VII     | 2° e 3° Bersaglieri                 | =                                 | =                                 | =                                 | 23ª                               | [ 20 ] |

| Reggimento | Reggimento | Battaglioni                                         | Assegnazione                                     | Note   |
| ---------- | ---------- | --------------------------------------------------- | ------------------------------------------------ | ------ |
|            | 1°         | I, VII, IX, LV, I Ciclisti                          | Libia (1915-1918). 1ª Divisione d'Assalto (1918) | [ 23 ] |
|            | 2°         | II, IV, XVII, II Ciclisti                           | VII Brigata Bersaglieri                          | [ 24 ] |
|            | 3°         | XVIII, XX, XXV, III Ciclisti                        | VII Brigata Bersaglieri                          | [ 25 ] |
|            | 4°         | XXVI, XXIX, XXXI, XXXVI, IV Ciclisti                | V Brigata Bersaglieri (1917)                     | [ 26 ] |
|            | 5°         | XIV, XXII, XXIV, V Ciclisti                         | V Brigata Bersaglieri (1917)                     | [ 27 ] |
|            | 6°         | VI, XIII, XIX, VI Ciclisti                          | I Brigata Bersaglieri                            | [ 28 ] |
|            | 7°         | VIII, X, XI, VII Ciclisti                           | II Brigata Bersaglieri                           | [ 29 ] |
|            | 8°         | III, V, XII, VIII Ciclisti                          | VI Brigata Bersaglieri                           | [ 30 ] |
|            | 9°         | XXVIII, XXX, XXXII, IX Ciclisti                     | II Brigata Bersaglieri                           | [ 31 ] |
|            | 10°        | XVI, XXXIV, XXXV, X Ciclisti                        |                                                  | [ 32 ] |
|            | 11°        | XI, XXVII, XXXIII, XXXIX, XI Ciclisti               | II Brigata Bersaglieri                           | [ 33 ] |
|            | 12°        | XXI, XXIII, XXXVI, XII Ciclisti                     | I Brigata Bersaglieri                            | [ 34 ] |
|            | 13°        | LIX, LX, LXII                                       | Nucleo Ferrari (1915), VI Brigata Bersaglieri    | [ 35 ] |
|            | 14°        | XL, LIV, LXI                                        | IV Brigata Bersaglieri                           | [ 36 ] |
|            | 15°        | XLIX, L, LI                                         |                                                  | [ 37 ] |
|            | 16°        | XVI (poi LVII), XXXIV (poi LVIII), XXXV (poi LXIII) |                                                  | [ 39 ] |
|            | 17°        | LXIV, LXV, LXVI                                     | III Brigata Bersaglieri                          | [ 40 ] |
|            | 18°        | LXVII, LXVIII, LXIX                                 | III Brigata Bersaglieri                          | [ 41 ] |
|            | 19°        | XLI, XLII, XLV                                      | V Brigata Bersaglieri (1918)                     | [ 45 ] |
|            | 20°        | LXX, LXXI, LXXII                                    | IV Brigata Bersaglieri                           | [ 46 ] |
|            | 21°        | LXXIII, LXXIV, LXXV                                 | V Brigata Bersaglieri (1918)                     | [ 47 ] |

## Alpini
| Raggruppamento | Raggruppamento | Gruppi                                       | Assegnato alle seguenti Divisioni | Assegnato alle seguenti Divisioni | Assegnato alle seguenti Divisioni | Assegnato alle seguenti Divisioni | Note   |
|                |                | Gruppi                                       | 1915                              | 1916                              | 1917                              | 1918                              | Note   |
| -------------- | -------------- | -------------------------------------------- | --------------------------------- | --------------------------------- | --------------------------------- | --------------------------------- | ------ |
|                | I              | 1° e 3° (poi 9°)                             | =                                 | =                                 | 52ª                               | 52ª                               |        |
|                | II             | 5° e 7° (poi 10°)                            | =                                 | =                                 | 52ª                               | 52ª                               | [ 53 ] |
|                | III            | 4° e 11°                                     | =                                 | NF 56ª                            | 56ª                               | 75ª                               | [ 56 ] |
|                | IV             | 4°, 8° (poi 3°) e 9° (poi 15°). Poi 7° e 19° | =                                 | 5ª                                | 5ª                                | 5ª                                | [ 62 ] |
|                | V              | 5° e 13°                                     | =                                 | 5ª                                | 5ª                                | 75ª                               | [ 65 ] |
|                | VI             | 12° e 14°                                    | =                                 | =                                 | =                                 | 5ª                                | [ 68 ] |
|                | VII            | 8° e 16°                                     | =                                 | =                                 | =                                 | 5ª                                | [ 71 ] |
|                | VIII           | 6° e 13°                                     | =                                 | =                                 | =                                 | 80ª                               | [ 74 ] |
|                | IX             | 17° e 20°                                    | =                                 | =                                 | =                                 | 80ª                               | [ 77 ] |

| Reggimento | Reggimento | Battaglioni | Assegnazione | Note |
| ---------- | ---------- | --- | ------------ | ---- |
|            | 1º         | Ceva, Mondovì, Pieve di Teco, Monte Clapier, Monte Mercantur, Monte Saccarello, Val d'Arroscia, Val d'Ellero, Val Tanaro                                                                                     |              |      |
|            | 2º         | Borgo San Dalmazzo, Dronero, Saluzzo, Monte Argentera, Monte Bicocca, Monviso, Val Maira, Val Varaita, Valle Stura, Cuneo                                                                                    |              |      |
|            | 3º         | Exilles, Fenestrelle, Pinerolo, Susa, Monte Albergian, Monte Assietta, Monte Granero, Moncenisio, Val Cenischia, Val Chisone, Val Dora, Val Pellice, Courmayeur,                                             |              |      |
|            | 4º         | Aosta, Intra, Ivrea, Monte Cervino, Monte Levanna, Monte Rosa, Val Baltea, Val d'Orco, Val Toce, Pallanza,                                                                                                   |              |      |
|            | 5º         | Edolo, Morbegno, Tirano, Vestone, Monte Adamello, Monte Spluga, Monte Stelvio, Monte Suello, Monte Tonale, Val Camonica, Val Chiese, Val d'Intelvi, Valtellina, Monte Cavento, Monte Mandrone, Monte Ortler, |              |      |
|            | 6º         | Bassano, Verona, Vicenza, Monte Baldo, Monte Berico, Sette Comuni, Val Brenta, Val d'Adige, Val Leogra, Monte Pasubio,                                                                                       |              |      |
|            | 7º         | Belluno, Feltre, Pieve di Cadore, Monte Antelao, Monte Pavione, Monte Pelmo, Val Cismon, Val Cordevole, Val Piave, Monte Marmolada                                                                           |              |      |
|            | 8º         | Cividale, Gemona, Tolmezzo, Monte Arvenis, Monte Canin,Monte Matajur, Val Fella, Val Natisone, Val Tagliamento, Monte Nero                                                                                   |              |      |

## Arditi
| Raggruppamento | Raggruppamento | Gruppi      | Assegnato alle seguenti Divisioni | Assegnato alle seguenti Divisioni | Assegnato alle seguenti Divisioni | Assegnato alle seguenti Divisioni | Note   |
|                |                | Gruppi      | 1915                              | 1916                              | 1917                              | 1918                              | Note   |
| -------------- | -------------- | ----------- | --------------------------------- | --------------------------------- | --------------------------------- | --------------------------------- | ------ |
|                | I              | 1°, 2° e 3° | =                                 | =                                 | =                                 | 1ª Divisione d'Assalto            | [ 74 ] |
|                | II             | 4°, 5° e 6° | =                                 | =                                 | =                                 | 2ª Divisione d'Assalto            | [ 74 ] |

## Fanteria
| Brigata | Brigata    | Reggimenti         | Assegnata alle seguenti Divisioni | Assegnata alle seguenti Divisioni | Assegnata alle seguenti Divisioni | Assegnata alle seguenti Divisioni | Note            |
|         |            | Reggimenti         | 1915                              | 1916                              | 1917                              | 1918                              | Note            |
| ------- | ---------- | ------------------ | --------------------------------- | --------------------------------- | --------------------------------- | --------------------------------- | --------------- |
|         | Granatieri | 1º e 2º Granatieri | 4ª 13ª                            | 4ª 22ª 23ª 24ª 32ª 47ª 49ª        | 4ª 23ª 33ª 61ª                    | 54ª                               | [ 118 ]         |
|         | Re         | 1º e 2º Fanteria   | 11ª                               | 7ª 11ª 47ª                        | 17ª 44ª 48ª                       | 70ª                               | [ 119 ]         |
|         | Piemonte   | 3º e 4º Fanteria   | ZC                                | 30ª                               | 13ª 29ª 48ª 52ª 59ª 60ª           | 57ª 60ª                           | [ 121 ]         |
|         | Aosta      | 5º e 6º Fanteria   | ZC 24ª                            | 24ª 25ª                           | 50ª 51ª                           | 48ª 50ª                           | [ 122 ] [ 123 ] |
|         | Cuneo      | 7º e 8º Fanteria   | ?                                 | 11ª                               | 11ª 66ª                           | ?                                 | [ 124 ]         |
|         | Regina     | 9º e 10º Fanteria  | 26ª                               | 26ª, 21ª, 52ª                     | 33ª, 10ª, 2ª                      | 2ª                                | [ 125 ]         |
|         | Casale     | 11º e 12º Fanteria | 12ª                               | 12ª, 7ª                           | 12ª                               | 12ª                               | [ 126 ]         |
|         | Pinerolo   | 13º e 14º Fanteria | 14ª                               | 14ª, 42ª                          | 42ª, 34ª, 4ª                      | 14ª                               | [ 127 ]         |
|         | Savona     | 15º e 16º Fanteria | 20ª                               | 38ª                               | 38ª                               | 38ª                               | [ 128 ]         |
|         | Acqui      | 17º e 18º Fanteria | 14ª                               | 14ª, 29ª                          | 31ª, 65ª (FRA)                    | 32ª                               | [ 129 ]         |
|         | Brescia    | 19º e 20º Fanteria | 22ª, 21ª                          | 21ª                               | 20ª, 49ª, 47ª                     | 8ª                                | [ 130 ]         |
|         | Cremona    | 21° e 22º Fanteria | 16ª 25ª                           | 14ª 16ª                           | 3ª 30ª                            | 15ª                               | [ 131 ]         |
|         | Como       | 23º e 24º Fanteria | 2ª                                | 1ª 2ª NF                          | 1ª 18ª 56ª                        | 56ª                               | [ 133 ]         |
|         | Bergamo    | 25º e 26º Fanteria | 7ª                                | 7ª 16ª                            | 7ª 16ª                            | 7ª                                | [ 134 ]         |
|         | Pavia      | 27º e 28º Fanteria | 4ª 12ª                            | 4ª                                | 4ª 11ª 12ª 47ª                    | 11ª                               | [ 135 ]         |
|         | Pisa       | 29º e 30º Fanteria | 19ª 21ª 28ª                       | 28ª                               | 21ª 57ª                           | 57ª                               | [ 136 ]         |
|         | Siena      | 31º e 32º Fanteria | xxª                               | xª                                | xxª                               | xª                                | [ 137 ]         |
|         | Livorno    | 33º e 34º Fanteria | xxª                               | xª                                | xxª                               | xª                                | [ 138 ]         |
|         | Pistoia    | 35º e 36º Fanteria | xxª                               | xª                                | xxª                               | xª                                | [ 139 ]         |
|         | Ravenna    | 37º e 38º Fanteria | xxª                               | xª                                | xxª                               | xª                                | [ 140 ]         |
|         | Bologna    | 39º e 40º Fanteria | xxª                               | xª                                | xxª                               | xª                                | [ 141 ]         |
|         | Modena     | 41º e 42º Fanteria | xxª                               | xª                                | xxª                               | xª                                | [ 142 ]         |
|         | Forlì      | 43º e 44º Fanteria | xxª                               | xª                                | xxª                               | xª                                | [ 143 ]         |
|         | Reggio     | 45º e 46º Fanteria | xxª                               | xª                                | xxª                               | xª                                | [ 144 ]         |
|         | Ferrara    | 47º e 48º Fanteria | xxª                               | xª                                | xxª                               | xª                                | [ 145 ]         |
|         | Parma      | 49º e 50º Fanteria | xxª                               | xª                                | xxª                               | xª                                | [ 146 ]         |
|         | Alpi       | 51° e 52º Fanteria | 18ª                               | 18ª                               | 18ª                               | 18ª, 50ª, 8ª                      | [ 147 ]         |
|         | Umbria     | 53º e 54º Fanteria | xxª                               | xª                                | xxª                               | xª                                | [ 146 ]         |
|         | Marche     | 55º e 56º Fanteria | xxª                               | xª                                | xxª                               | xª                                | [ 148 ]         |
|         | Abruzzi    | 57º e 58º Fanteria | 15ª                               | 11ª                               | 22ª, 66ª, 51ª, 17ª                | 17ª                               | [ 148 ]         |
|         | Calabria   | 59º e 60º Fanteria | xxª                               | xª                                | xxª                               | xª                                | [ 149 ]         |
|         | Sicilia    | 61º e 62º Fanteria | xxª                               | xª                                | xxª                               | xª                                | [ 150 ]         |
|         | Cagliari   | 63º e 64º Fanteria | xxª                               | xª                                | xxª                               | xª                                | [ 151 ]         |
|         | Valtellina | 65º e 66º Fanteria | xxª                               | xª                                | xxª                               | xª                                | [ 150 ]         |
|         | Palermo    | 67º e 68º Fanteria | xxª                               | xª                                | xxª                               | xª                                | [ 152 ]         |
|         | Ancona     | 69º e 70º Fanteria | xxª                               | xª                                | xxª                               | xª                                | [ 153 ]         |
|         | Puglie     | 71º e 72º Fanteria | xxª                               | xª                                | xxª                               | xª                                | [ 154 ]         |
|         | Lombardia  | 73º e 74º Fanteria | xxª                               | xª                                | xxª                               | xª                                | [ 155 ]         |
|         | Napoli     | 75º e 76º Fanteria | xxª                               | xª                                | xxª                               | xª                                | [ 156 ]         |
|         | Toscana    | 77° e 78º Fanteria | xxª                               | xª                                | xxª                               | xª                                | [ 152 ]         |
|         | Roma       | 79º e 80º Fanteria | xxª                               | xª                                | xxª                               | xª                                | [ 148 ]         |
|         | Torino     | 81º e 82º Fanteria | xxª                               | xª                                | xxª                               | xª                                | [ 149 ]         |
|         | Venezia    | 83º e 84º Fanteria | xxª                               | xª                                | xxª                               | xª                                | [ 153 ]         |
|         | Verona     | 85º e 86º Fanteria | xxª                               | xª                                | xxª                               | xª                                | [ 156 ]         |
|         | Friuli     | 87º e 88º Fanteria | xxª                               | xª                                | xxª                               | xª                                | [ 153 ]         |
|         | Salerno    | 89º e 90º Fanteria | 8ª                                | 8ª 28ª 31ª 34ª                    | 31ª 62ª                           | 3, 2ª Coloniale (FRA)             | [ 150 ]         |
|         | Basilicata | 91º e 92º Fanteria | 1ª 10ª                            | 1ª                                | 1ª 17ª 59ª                        | 18ª 59ª                           | [ 146 ]         |
|         | Messina    | 93º e 94º Fanteria | 7ª 13ª                            | 3ª 7ª 13ª                         | 3ª 7ª 11ª 23ª 49ª 66ª             | 51ª 66ª                           | [ 157 ]         |
|         | Udine      | 95º e 96º Fanteria | =                                 | 9ª 19ª                            | 8ª 11ª 19ª 50ª                    | 8ª 50ª                            | [ 158 ]         |
|         | Genova     | 97º e 98º Fanteria | =                                 | 48ª                               | 48ª                               | =                                 | [ 159 ]         |

| Brigata | Brigata       | Reggimenti                            | Assegnata alle seguenti Divisioni | Assegnata alle seguenti Divisioni | Assegnata alle seguenti Divisioni | Assegnata alle seguenti Divisioni | Note |
|         |               | Reggimenti                            | 1915                              | 1916                              | 1917                              | 1918                              | Note |
| ------- | ------------- | ------------------------------------- | --------------------------------- | --------------------------------- | --------------------------------- | --------------------------------- | ---- |
|         | Treviso       | 99º e 100º Fanteria                   |                                   |                                   | xxª                               | xª                                |      |
|         | Piacenza      | 111º e 112º Fanteria                  | xxª                               | xª                                | xxª                               | xª                                |      |
|         | Mantova       | 113º e 114º Fanteria                  | xxª                               | xª                                | xxª                               | xª                                |      |
|         | Treviso       | 115º e 116º Fanteria (poi 99° e 100°) | xxª                               | xª                                |                                   |                                   |      |
|         | Padova        | 117º e 118º Fanteria                  | xxª                               | xª                                | xxª                               | xª                                |      |
|         | Emilia        | 119º e 120º Fanteria                  | xxª                               | xª                                | xxª                               | xª                                |      |
|         | Macerata      | 121º e 122º Fanteria                  | xxª                               | xª                                | xxª                               | xª                                |      |
|         | Chieti        | 123º e 124º Fanteria                  | xxª                               | xª                                | xxª                               | xª                                |      |
|         | Spezia        | 125º e 126º Fanteria                  | xxª                               | xª                                | xxª                               | xª                                |      |
|         | Firenze       | 127º e 128º Fanteria                  | xxª                               | xª                                | xxª                               | xª                                |      |
|         | Perugia       | 129º e 130º Fanteria                  | xxª                               | xª                                | xxª                               | xª                                |      |
|         | Lazio         | 131º e 132º Fanteria                  | xxª                               | xª                                | xxª                               | xª                                |      |
|         | Benevento     | 133º e 134º Fanteria                  | xxª                               | xª                                | xxª                               | xª                                |      |
|         | Campania      | 135º e 136º Fanteria                  | xxª                               | xª                                | xxª                               | xª                                |      |
|         | Barletta      | 137º e 138º Fanteria                  | xxª                               | xª                                | xxª                               | xª                                |      |
|         | Bari          | 139º e 140º Fanteria                  | xxª                               | xª                                | xxª                               | xª                                |      |
|         | Catanzaro     | 141º e 142º Fanteria                  | xxª                               | xª                                | xxª                               | xª                                |      |
|         | Taranto       | 143º, 144º e 150º Fanteria            | xxª                               | xª                                | xxª                               | xª                                |      |
|         | Catania       | 145º e 146º Fanteria                  | xxª                               | xª                                | xxª                               | xª                                |      |
|         | Caltanissetta | 147º e 148º Fanteria                  | xxª                               | xª                                | xxª                               | xª                                |      |
|         | Trapani       | 144º, 149º e 150º Fanteria            | xxª                               | xª                                | xxª                               | xª                                |      |
|         | Sassari       | 151º e 152º Fanteria                  | 25ª, 22ª, 28ª                     | 19ª                               | 25ª, 33ª, 2ª                      | 33ª, xª                           |      |
|         | Novara        | 153º e 154º Fanteria                  | xxª                               | xª                                | xxª                               | xª                                |      |
|         | Alessandria   | 155º e 156º Fanteria                  | xxª                               | xª                                | xxª                               | xª                                |      |
|         | Liguria       | 157°, 158° and 165º Fanteria          | xxª                               | xª                                | xxª                               | xª                                |      |
|         | Milano        | 159º e 160º Fanteria                  | xxª                               | xª                                | xxª                               | xª                                |      |
|         | Ivrea         | 161º e 162º Fanteria                  | xxª                               | xª                                | xxª                               | xª                                |      |
|         | Lucca         | 163º e 164º Fanteria                  | xxª                               | xª                                | xxª                               | xª                                |      |

| Brigata | Brigata        | Reggimenti                 | Assegnata alle seguenti Divisioni | Assegnata alle seguenti Divisioni | Assegnata alle seguenti Divisioni   | Assegnata alle seguenti Divisioni | Note    |
|         |                | Reggimenti                 | 1915                              | 1916                              | 1917                                | 1918                              | Note    |
| ------- | -------------- | -------------------------- | --------------------------------- | --------------------------------- | ----------------------------------- | --------------------------------- | ------- |
|         | Sesia          | 201º e 202º Fanteria       | xxª                               | xª                                | xxª                                 | xª                                |         |
|         | Tanaro         | 203º e 204º Fanteria       | xxª                               | xª                                | xxª                                 | xª                                |         |
|         | Lambro         | 205º e 206º Fanteria       | xxª                               | xª                                | xxª                                 | xª                                |         |
|         | Taro           | 207º e 208º Fanteria       | xxª                               | xª                                | xxª                                 | xª                                |         |
|         | Bisagno        | 209º e 210º Fanteria       | xxª                               | xª                                | xxª                                 | xª                                |         |
|         | Pescara        | 211º e 212º Fanteria       | xxª                               | xª                                | xxª                                 | xª                                |         |
|         | Arno           | 213º e 214º Fanteria       | xxª                               | xª                                | xxª                                 | xª                                |         |
|         | Tevere         | 215º e 216º Fanteria       | xxª                               | xª                                | xxª                                 | xª                                |         |
|         | Volturno       | 217º e 218º Fanteria       | xxª                               | xª                                | xxª                                 | xª                                |         |
|         | Sele           | 219º e 220º Fanteria       | xxª                               | xª                                | xxª                                 | xª                                |         |
|         | Jonio          | 221º e 222º Fanteria       | xxª                               | xª                                | xxª                                 | xª                                |         |
|         | Etna           | 223º e 224º Fanteria       | xxª                               | xª                                | xxª                                 | xª                                |         |
|         | Arezzo         | 225º e 226º Fanteria       | xxª                               | xª                                | xxª                                 | xª                                |         |
|         | Rovigo         | 227º e 228º Fanteria       | xxª                               | xª                                | xxª                                 | xª                                |         |
|         | Campobasso     | 229º e 230º Fanteria       | xxª                               | xª                                | xxª                                 | xª                                |         |
|         | Avellino       | 231º e 232º Fanteria       | xxª                               | xª                                | xxª                                 | xª                                |         |
|         | Lario          | 233º e 234º Fanteria       | xxª                               | xª                                | xxª                                 | xª                                |         |
|         | Piceno         | 235º e 236º Fanteria       | =                                 | =                                 | 27ª 55ª 61ª 69ª                     | 55ª                               | [ 160 ] |
|         | Grosseto       | 237º e 238º Fanteria       | =                                 | =                                 | 19ª 29ª 47ª 52ª 62ª 68ª             | =                                 | [ 161 ] |
|         | Pesaro         | 239º e 240º Fanteria       | =                                 | =                                 | 7ª 13ª 29ª 59ª 66ª                  | 15ª                               | [ 162 ] |
|         | Teramo         | 241º e 242º Fanteria       | =                                 | =                                 | 13ª 30ª 61ª                         | 28ª                               | [ 163 ] |
|         | Cosenza        | 243º e 244º Fanteria       | =                                 | =                                 | 14ª 21ª 31ª 33ª 45ª 54ª             | 31ª 45ª                           | [ 164 ] |
|         | Siracusa       | 245º e 246º Fanteria       | =                                 | =                                 | 16ª 27ª 44ª 53ª 68ª                 | =                                 | [ 165 ] |
|         | Girgenti       | 247º e 248º Fanteria       | =                                 | =                                 | 24ª, 53ª                            | =                                 | [ 166 ] |
|         | Pallanza       | 249º e 250º Fanteria       | =                                 | =                                 | 2ª, 58ª, 69ª                        | 69ª                               | [ 167 ] |
|         | Massa Carrara  | 251º e 252º Fanteria       | =                                 | =                                 | 13ª 18ª 23ª 25ª 51ª 53ª 54ª 58ª 59ª | 15ª 59ª                           | [ 168 ] |
|         | Porto Maurizio | 253º e 254º Fanteria       | =                                 | =                                 | 30ª, 48ª, 57ª                       | 6ª, 24ª(FRA), 48ª, 60ª            | [ 169 ] |
|         | Veneto         | 255º e 256º Fanteria       | =                                 | =                                 | 4ª 10ª 13ª 16ª 28ª 33ª 34ª 57ª      | 14ª 31ª                           | [ 170 ] |
|         | Tortona        | 257º e 258º Fanteria       | =                                 | =                                 | 3ª, 25ª, 49ª, 60ª, 67ª              | =                                 | [ 171 ] |
|         | Murge          | 259º e 260º Fanteria       | =                                 | =                                 | 14ª 16ª 28ª 34ª 62ª                 | 14ª 16ª 29ª                       | [ 172 ] |
|         | Elba           | 261º e 262º Fanteria       | =                                 | =                                 | 3ª, 22ª, 23ª, 47ª, 49ª, 66ª, 67ª    | =                                 | [ 173 ] |
|         | Gaeta          | 263º e 264º Fanteria       | =                                 | =                                 | 24ª, 49ª, 56ª, 62ª                  | 26ª, 56ª                          | [ 167 ] |
|         | Lecce          | 265º e 266º Fanteria       | =                                 | =                                 | 14ª 31ª 50ª 54ª 63ª                 | 14ª                               | [ 174 ] |
|         | Caserta        | 267º e 268º Fanteria       | =                                 | =                                 | 20ª 28ª 45ª                         | 45ª                               | [ 175 ] |
|         | Aquila         | 269º e 270º Fanteria       | =                                 | =                                 | 8ª 30ª 44ª 53ª                      | 8ª                                | [ 176 ] |
|         | Potenza        | 271º, 272º e 273º Fanteria | =                                 | =                                 | 13ª 34ª 53ª 64ª                     | 45ª 53ª                           | [ 177 ] |
|         | Belluno        | 274º, 275º e 276º Fanteria | =                                 | =                                 | 22ª 64ª 65ª                         | =                                 | [ 178 ] |
|         | Vicenza        | 277º, 278º e 279º Fanteria | =                                 | =                                 | 26ª 47ª 53ª 60ª 66ª                 | 26ª                               | [ 179 ] |
|         | Foggia         | 280º, 281º e 282º Fanteria | =                                 | =                                 | 11ª 37ª 50ª 57ª 70ª                 | 37ª                               | [ 180 ] |

| Brigata | Brigata              | Reggimenti | Assegnata alle seguenti Divisioni | Assegnata alle seguenti Divisioni | Assegnata alle seguenti Divisioni | Assegnata alle seguenti Divisioni | Note |
|         |                      | Reggimenti | 1915                              | 1916                              | 1917                              | 1918                              | Note |
| ------- | -------------------- | ---------- | --------------------------------- | --------------------------------- | --------------------------------- | --------------------------------- | ---- |
|         | Fanteria Fuori Corpo | =          | =                                 | =                                 | =                                 | =                                 | =    |

## Truppe ausiliarie italiane in Francia
| Raggruppamento | Raggruppamento          | Gruppi                                                             | Assegnato alle seguenti Divisioni | Assegnato alle seguenti Divisioni | Assegnato alle seguenti Divisioni | Assegnato alle seguenti Divisioni | Note |
|                |                         | Gruppi                                                             | 1915                              | 1916                              | 1917                              | 1918                              | Note |
| -------------- | ----------------------- | ------------------------------------------------------------------ | --------------------------------- | --------------------------------- | --------------------------------- | --------------------------------- | ---- |
|                | I Raggruppamento TAIF   | Reparti assegnati alla 4e, 5e, 6e armée del Gruppo Armate del Nord | =                                 | =                                 | =                                 | di stanza a Châlons-sur-Marne     |      |
|                | II Raggruppamento TAIF  | Unità assegnate alla 1e e 2e armée del Gruppo Armate dell'Est      | =                                 | =                                 | =                                 | di stanza a Ligny-en-Barrois      |      |
|                | III Raggruppamento TAIF | Nuclei assegnati alla 7e ed 8e armée                               | =                                 | =                                 | =                                 | di stanza a Épinal                |      |
|                | IV Raggruppamento TAIF  | Unità assegnate alla British Expeditionary Force                   | =                                 | =                                 | =                                 | di stanza a Villers-Carbonnel     |      |

## Artiglieria
| Reggimento | Reggimento      | Gruppi | Assegnato alle seguenti Divisioni | Assegnato alle seguenti Divisioni | Assegnato alle seguenti Divisioni | Assegnato alle seguenti Divisioni | Note |
|            |                 | Gruppi | 1915                              | 1916                              | 1917                              | 1918                              | Note |
| ---------- | --------------- | ------ | --------------------------------- | --------------------------------- | --------------------------------- | --------------------------------- | ---- |
|            | 7º Artiglieria  |        | ris. VIII C.d.A.                  |                                   |                                   |                                   |      |
|            | 24º Artiglieria |        | 19ª                               |                                   |                                   |                                   |      |
|            | 32º Artiglieria |        | 16ª                               | =                                 | =                                 |                                   |      |
|            | 34º Artiglieria |        | 20ª                               |                                   |                                   |                                   |      |
|            | 37º Artiglieria |        | 29ª                               |                                   |                                   |                                   |      |

## Genio
| Reggimento | Reggimento | Battaglioni | Assegnato ai seguenti Corpi e Armate | Assegnato ai seguenti Corpi e Armate | Assegnato ai seguenti Corpi e Armate | Assegnato ai seguenti Corpi e Armate | Note |
|            |            | Battaglioni | 1915                                 | 1916                                 | 1917                                 | 1918                                 | Note |
| ---------- | ---------- | ----------- | ------------------------------------ | ------------------------------------ | ------------------------------------ | ------------------------------------ | ---- |
|            |            |             | =                                    | =                                    | =                                    |                                      |      |